# Анри дьо Гиз
Анри I дьо Гиз (на френски: Henri Ier de Guise; * 31 декември 1550, Франция; † 23 декември 1588, Блоа, Франция) е 3-ти херцог Гиз
Влиятелна политическа фигура, ръководител на Католическата лига по време на Религиозните войни във Франция и един от организаторите на Вартоломеевата нощ (1572 г.). Известен остава и с прозвището си Белязаният заради получен белег на лицето при едно от многобройните сражения, които води срещу протестантите. Убит е по заповед на френския крал Анри III.

## Живот

### Произход и младост
Анри дьо Гиз е най-възрастният син на  Анна д`Есте и на Франсоа I дьо Гиз, убит през 1563 г. при обсадата на Орлеан от протестантски благородник. От раждането си е принц дьо Жоанвил, а от 1563 г. е херцог дьо Гиз и пер на Франция, граф на Йо (1570 – 1588). След смъртта на баща си е поставен под настойничеството на чичо си кардинал Шарл дьо Лорен, който се заема с неговото образование и го подтиква да пътува из Европа.
През 1565 г. се сражава в Унгария срещу турците. След като се връща във Франция, вече пълнолетен, участва във Втората и Третата религиозни войни на страната на католиците и се отличава в битките при Жарнак (13 март 1569) и Монконтур (3 октомври 1569).

### Женитба
През 1570 г. Анри дьо Гиз прави постъпки да се ожени за френската принцеса Маргарита Валоа, което би го направило и претендент за кралската корона, но майка й Катерина Медичи се противопоставя на този брак и на 4 октомври 1570 г. Анри се жени за графиня Катрин дьо Клев, а самата Марго става жена на Анри Наварски.

### Вартоломеева нощ
Лидерите на католиците (тогава крал на Франция е Шарл IX) решават да се разправят с протестантите в страната и използват случая, че в Париж са се събрали, във връзка със сватбата му, голям брой хугеноти, привърженици на Анри Наварски. Гиз е един от организаторите на подхванатата от католиците серия кланета, известни като Вартоломеевата нощ (защото започват в нощта срещу празника на апостол Вартоломей -  24 август 1572 г.). Гиз - за да отмъсти за смъртта на баща си - поема убийството на адмирал Колини.

### Последни години и смърт
След Вартоломеевата нощ Анри дьо Гиз продължава да развива активна дейност срещу протестантите и по време на Осмата религиозна война (известна като Войната на тримата Анри) разбива последователно войските им при Вимори (26 октомври 1587) и Оно (24 ноември 1587). Тези победи му спечелват с нарочен кралски указ от 15 юли 1588 г. званието генерал-лейтенант на кралската армия. Въпреки това, само 4 месеца по-късно (на 23 декември 1588), също по изричната заповед на краля на Франция, Анри III, който вижда в него силна заплаха за трона си, Анри дьо Гиз е екзекутиран от личната кралска гвардия в замъка Блоа, докато чака за среща краля. Тялото му е изгорено и прахът му хвърлен в Сена. Същият ден са арестувани синът му Шарл и брат му кардинал Луи дьо Гиз като последният е екзекутиран на следващия ден в кралския затвор.